# Todd Rundgren's Johnson
Albums de Todd Rundgren
Arena
(2008) (re)Production
(2011)
Todd Rundgren's Johnson est un album de Todd Rundgren sorti en 2011. Il se compose entièrement de reprises du pionnier du blues Robert Johnson.
En 2010, Rundgren a publié un EP de trois titres en guise d'avant-goût de son prochain album, intitulé Todd Rundgren's Short Johnson. Cet EP comprend les chansons Stop Breakin' Down, Last Fair Deal Gone Down et Kind Hearted Woman.

## Titres
Toutes les chansons sont écrites et composées par Robert Johnson.
| No  | Titre                     | Durée |
| --- | ------------------------- | ----- |
| 1.  | Dust My Broom             | 2:47  |
| 2.  | Stop Breakin' Down        | 3:54  |
| 3.  | Kindhearted Woman Blues   | 3:11  |
| 4.  | Walking Blues             | 3:27  |
| 5.  | Love in Vain              | 3:44  |
| 6.  | Last Fair Deal Gone Down  | 2:56  |
| 7.  | Sweet Home Chicago        | 5:21  |
| 8.  | They're Red Hot           | 2:40  |
| 9.  | Come On in My Kitchen     | 3:01  |
| 10. | Hellhound on My Trail     | 3:31  |
| 11. | Traveling Riverside Blues | 3:01  |
| 12. | Crossroads Blues          | 3:05  |

## Musiciens
- Todd Rundgren : chant, guitare, batterie
- Kasim Sulton : basse